# Selamia reticulata
Espèce
Synonymes
- Lachesis reticulata Simon, 1870
- Clubiona venusta Pavesi, 1880
- Selamia segmentata Simon, 1885

Selamia reticulata est une espèce d'araignées aranéomorphes de la famille des Zodariidae.

## Distribution
Cette espèce se rencontre en Europe du Sud et en Afrique du Nord.

## Description
Les mâles mesurent de 7,7 à 9,4 mm et les femelles de 7,9 à 10,1 mm.

## Publication originale
- Simon, 1870 : Aranéides nouveaux ou peu connus du midi de l'Europe. Mémoires de la Société Royale des sciences de Liège, sér. 2, vol. 3, p. 271-358 (texte intégral).